# Арну-Плесси, Жанна Сильвани
Жанна Сильвани Арну-Плесси (фр. Jeanne Sylvanie Arnould-Plessy ; 4 сентября 1819, Мец — 30 мая 1897, Салив) — популярная в XIX веке французская театральная актриса.
Жанна Сильвани Арну-Плесси родилась 7 сентября 1819 года в столице французской провинции Лотарингия и департамента Мозель городе Меце, в семье провинциального актёра Плесси. В 1829 году стала ученицей Жозефа Самсона в консерватории.
Её дебют состоялся в 1834 году в парижском театре Комеди Франсэз в постановке «La Fille d’honneur» Александра Дюваля. В конце XIX — начале XX века на страницах Энциклопедического словаря Брокгауза и Ефрона были написаны следующие слова: «Сразу завоевав симпатии, она создала целую серию ролей и возбуждала восторг парижан до 1845 года… 1855, когда она опять возвратилась в Париж, А. была украшением франц. сцены Михайловского театра в Петербурге».
В 1845 году, в самый разгар её успеха, она покинула Францию и отправилась в столицу Великобритании город Лондон, чтобы выйти замуж за драматурга Огюста Арну (фр. J. F. Arnould), бывшего значительно старше её. Комеди-Франсэз, после того как она уехала, тщетно пытался её вернуть и возбудил судебный иск против актрисы, нарушившей контракт, с требованием возместить театру неустойку.
В то же время Жанна Сильвани Арну-Плесси принимала участие во французском театре в Санкт-Петербурге (Михайловский театр), где она играла в течение девяти лет и была высоко оценена императором Российской империи Николаем Первым и русской аристократией. На следующий год после кончины мужа, в 1855 году она снова вернулась во французскую столицу и была вновь принята в Комеди-Франсэз, где проработала следующие восемь лет. Вторая часть карьеры Арну-Плесси была ещё более блестящей, чем первой. Она не только возобновила свои старые роли, но и блистала в новых постановках по произведениям Эмиля Ожье. Она подружилась с Жорж Санд. В 1876 году Мадмуазель Арну-Плесси покинула парижскую сцену.
Жанна Сильвани Арну-Плесси скончалась 30 мая 1897 года в Château de l'abbaye du Quartier (Кот-д’Ор) 